# Загорень (Молдова)
Загорень (рум. Zahoreni) — село в Оргіївському районі Молдови. Утворює окрему комуну.

## Населення
За даними перепису населення 2004 року у селі проживали 1359 осіб.
Національний склад населення села:
| Національність   | Кількість осіб | Відсоток   |
| ---------------- | -------------- | ---------- |
| молдавани румуни | 1332 17        | 98,0% 1,3% |
| українці         | 8              | 0,6%       |
| росіяни          | 2              | 0,1%       |
| Всього           | 1359           | 100%       |